# Terrormiliz
Eine Terrormiliz ist laut Definition der deutschen Bundesregierung ein „paramilitärisch organisierter bewaffneter Verband, der das Ziel verfolgt, in völkerrechtswidriger Weise die Strukturen eines ausländischen Staates gewaltsam zu beseitigen und an Stelle dieser Strukturen neue staatliche oder staatsähnliche Strukturen zu errichten.“
Damit steht diese Definition im Widerspruch zur Definition einer Miliz laut DWDS, nach der eine Miliz stets auf Seiten des Staates steht.